# Загородский, Михаил Филиппович
Михаил Филиппович Загородский (1902—1965) — Гвардии полковник Советской Армии, участник Великой Отечественной войны, Герой Советского Союза (1945).

## Биография
Михаил Загородский родился 18 сентября 1902 года в селе Яворовка (ныне — Драбовский район Черкасской области Украины). После окончания шести классов школы работал на сахарном заводе. В 1922 году Загородский был призван на службу в Рабоче-крестьянскую Красную Армию. В 1932 году он окончил военную школу красных старшин, в 1941 году — Военную академию имени М. В. Фрунзе. Участвовал в советско-финской войне. С первого дня Великой Отечественной войны — на её фронтах. Принимал участие в боях на Юго-Западном, 3-м Украинском и 1-м Белорусском фронтах. К апрелю 1945 года полковник Михаил Загородский командовал 1010-м стрелковым полком 266-й стрелковой дивизии 26-го гвардейского стрелкового корпуса 5-й ударной армии 1-го Белорусского фронта. Отличился во время Берлинской операции.
15-28 апреля 1945 года полк Загородского прорвал вражескую оборону и развил наступление на Берлин, ворвавшись на его юго-восточную окраину, а затем и в центр города. В боях полк захватил три железнодорожных вокзала, полицейское управление и тюрьму. В тех боях полк Загородского уничтожил более 1000 солдат и офицеров противника, взял в плен ещё 890, а также уничтожил 9 артиллерийских орудий, 97 пулемётов, 17 миномётов, захватил три склада, 300 мотоциклов, 15 пулемётов, 3 артиллерийских орудий и большое количество других трофеев.
Указом Президиума Верховного Совета СССР от 31 мая 1945 года за «образцовое командование полком в боях за Берлин и проявленные при этом личное мужество и героизм» полковник Михаил Загородский был удостоен высокого звания Героя Советского Союза с вручением ордена Ленина и медали «Золотая Звезда» за номером 7997.
После окончания войны Загородский продолжил службу в Советской Армии. В 1952 году он был уволен в запас. Проживал в Киеве. Умер 18 ноября 1965 года, похоронен на Берковецком кладбище Киева.
Был также награждён орденами Красного Знамени, Отечественной войны 1-й степени, Красной Звезды, рядом медалей.
В честь Загородского названа улица в Яворовке.